# ワンフー (クレーター)
座標: 南緯9度48分 西経138度48分 / 南緯9.8度 西経138.8度
ワンフー（英: Wan-Hoo）は、月のクレーターである、ヘルツシュプルングの南西に位置する、地球からは観察できない。
直径52km、名前は中国の伝説の人物ワン・フーに由来する。

## 従属クレーター
ワンフーのごく近くにある小さな無名のクレーターについては、アルファベットを付加することによって識別される。
| 名称 | 月面緯度     | 月面経度      | 直径  |
| ---- | ------------ | ------------- | ----- |
| T    | 南緯 10.0 度 | 西経 140.4 度 | 21 km |